# Bengt Lagercrantz
Carl Fredrik Bengt Lagercrantz (født 12. marts 1887 i Djursholm, død 22. juli 1924 smst) var en svensk skytte, som deltog i OL 1920 i Antwerpen.
Lagercrantz vandt en sølvmedalje i skydning ved OL 1920. Han kom på en tredjeplads i holdkonkurrencen i Dobbeltskud, løbende hjort. De andre på holdet var Fredric Landelius, Alf Swahn, Oscar Swahn og Edward Benedicks. Lagercrantz scorede 65 point i konkurrencen. Han deltog også i holdkonkurrencen i Enkeltskud, løbende hjort ved samme OL, og her blev det svenske hold nummer fire. Her var hans holdkammerater Alf Swahn, Oscar Swahn, Per Kinde og Karl Larsson; Lagercrantz scorede 32 point.
Han var af adelig herkomst og var løjtnant i hæren, siden forretningsmand.